# 绒辖乡
绒辖乡（藏語：རོང་ཤར་），是中华人民共和国西藏自治区日喀则市定日县下辖的一个乡镇级行政单位。

## 行政区划
绒辖乡下辖以下地区：
陈塘村、达仓村和仓木坚村。